# Врея-ди-Борниш
Врея-ди-Борниш (порт. Vreia de Bornes)  —  населённый пункт и район в Португалии,  входит в округ Вила-Реал. Является составной частью муниципалитета  Вила-Пока-ди-Агиар. По старому административному делению входил в провинцию Траз-уш-Монтиш и Алту-Дору. Входит в экономико-статистический  субрегион Алту-Траз-уш-Монтиш, который входит в Северный регион. Занимает площадь 17,57 км². Население на 2001 год составляет 794 человека.